# Dolichopoda ligustica
Dolichopoda ligustica — вид прямокрилих комах родини рафідофоріди (Rhaphidophoridae). Вид є
троглодитом, тобто постійним мешканцем печер.

## Опис
Тіло завдовжки 2,5 см,  вусики завдовжки 10 см. Очі маленькі. Мешкає у гірській місцевості. Вдень ховається у печерах, гротах, тріщинах. Вночі виходить у пошуках їжі.

## Поширення
Вид зустрічається у печерах на півночі Італії у Лігурії.